# Tineke Netelenbos
Tine (Tineke) Netelenbos-Koomen (ur. 15 lutego 1944 w Wormerveer) – holenderska polityk, nauczycielka i samorządowiec, działaczka Partii Pracy (PvdA), posłanka do Tweede Kamer, w latach 1998–2002 minister transportu i gospodarki wodnej.

## Życiorys
Z wykształcenia nauczycielka, kształciła się w Amsterdamie. Pracowała w szkolnictwie podstawowym i średnim, a także przy kształceniu dorosłych. Zaangażowała się w działalność polityczną w ramach Partii Pracy. W partyjnych strukturach pełniła m.in. funkcję przewodniczącej w prowincji Holandia Północna. W latach 1982–1987 była radną gminy Haarlemmermeer. W 1987 po raz pierwszy objęła mandat deputowanej do Tweede Kamer. Reelekcję do niższej izby Stanów Generalnych uzyskiwała w wyborach w 1989, 1994, 1998 i 2002.
W sierpniu 1994 w rządzie Wima Koka objęła stanowisko sekretarza stanu w resorcie edukacji, kultury i nauki, odpowiadając za szkolnictwo podstawowe, średnie i specjalne. W sierpniu 1998 w drugim gabinecie tego premiera została powołana na urząd ministra transportu i gospodarki wodnej, który sprawowała do lipca 2002.
W 2003 odeszła z parlamentu. W późniejszych latach tymczasowo wykonywała obowiązki burmistrza w miejscowościach Oud-Beijerland (2005–2006), Haarlemmermeer (2006–2007) i Ede (2007–2008).
Odznaczona Orderem Oranje-Nassau klasy IV (2002).